# La Boissièira
La Boissièira (en francès La Boissière) és un poble occità del Llenguadoc situat a la part septentrional del departament de l'Erau a la regió Occitània.